# No More Sorrow
"No More Sorrow" là một bài hát của ban nhạc rock người Mỹ Linkin Park. Bài hát là ca khúc thứ 8 trong album phòng thu thứ 3 của họ, Minutes to Midnight. Bài hát đã từng được biểu diễn trực tiếp và nằm trong album trực tiếp Road to Revolution: Live at Milton Keynes. Phiên bản trực tiếp của bài hát được phát hành dưới dạng đĩa đơn quảng cáo vào năm 2007.

## Biên soạn
Bài hát bắt đầu với phần nhạc cụ rồi chuyển sang giọng hát của ca sĩ chính ban nhạc là Chester Bennington. Bài hát được thu âm ở chỉ số nhịp độ 133 BPM và nằm trong cung Mi ♭ thứ. Brad Delson, tay guitar chính của ban nhạc, sử dụng EBow trong bài hát này.

## Trình diễn Trực tiếp
Bài hát đã được ban nhạc biểu diễn trực tiếp nhiều lần từ năm 2007 đến năm 2011. Bài hát được biểu diễn vào ngày 14 tháng 3 năm 2007 dưới dạng bản thu âm AOL tại North Hollywood, California. Buổi biểu diễn công khai đầu tiên là tại Berlin, Đức vào ngày 28 tháng 4 năm 2007. Bài hát được biểu diễn tại buổi hòa nhạc Milton Keynes. Một phiên bản trực tiếp của bài hát cũng đã được phát hành trên LP Underground 7.0. Buổi biểu diễn cuối cùng được biết đến là vào ngày 25 tháng 9 năm 2011.

## Phát hành
Bài hát được phát hành làm ca khúc thứ 8 trong album phòng thu thứ 3 của Linkin Park là Minutes to Midnight. Bài hát cũng được phát hành trong album trực tiếp, Road to Revolution: Live at Milton Keynes, và được phát hành làm một đĩa đơn quảng bá. Một phiên bản trực tiếp của bài hát cũng đã được phát hành trong LP Underground 7.0. Một bản nhạc cụ 8-bit đã được phát hành trong đĩa nhạc nền của 8-Bit Rebellion.

## Giới phê bình đón nhận
"No More Sorrow" nhìn chung nhận được đánh giá tích cực từ các nhà phê bình. Rolling Stone nhận xét "Bennington tỏ ra không ấm ức khi anh ấy thốt ra lời hứa, 'Thời gian của bạn là vay mượn", trong bài hát mạnh bạo 'No More Sorrow.'"  Các nhà phê bình từ Billboard nhận xét rằng "Người nghe có thể phát hiện ra các nhạc tố từ Metallica ("No More Sorrow")". Nói về sự mềm mại của album, Sputnik Music cho biết "Mặc dù tập trung rõ ràng vào nhạc tố mềm mại hơn, "Minutes to Midnight" cũng có một vài khoảnh khắc nặng nề, cụ thể là "Given Up" và "No More Sorrow".

## Danh sách ca khúc
| "No More Sorrow" (Live) | "No More Sorrow" (Live) | "No More Sorrow" (Live) |
| STT                     | Nhan đề                 | Thời lượng              |
| ----------------------- | ----------------------- | ----------------------- |
| 1.                      | "No More Sorrow" (Live) | 5:06                    |

## Nhân sự
- Chester Bennington - hát chính
- Mike Shinoda - guitar đệm, hát bè
- Brad Delson - guitar chính, hát bè
- Joe Hahn - bàn xoay, sampler
- Dave Farrell - guitar bass
- Rob Bourdon - trống, bộ gõ

## Xếp hạng
Mặc dù bài hát không lọt vào bảng xếp hạng Billboard Hot 100, nhưng nó đã đứng ở vị trí thứ 24 trên bảng xếp hạng đĩa đơn "Bubbling Under Hot 100". Nó cũng được phát sóng trên các đài phát thanh nhạc rock và alternative, thậm chí cho đến ngày nay mặc dù không lọt vào bảng xếp hạng Mainstream Rock Tracks và Alternative Songs của Billboard.